# Jamajka na Letnich Igrzyskach Olimpijskich 2000
Jamajkę na Letnich Igrzyskach Olimpijskich 2000 reprezentowało 48 zawodników, 22 mężczyzn i 26 kobiet.

## Zdobyte medale
| Medal  | Zawodnik                                                                | Dyscyplina    | Konkurencja                       |
| ------ | ----------------------------------------------------------------------- | ------------- | --------------------------------- |
| Złoto  | Sandie Richards Catherine Scott Deon Hemmings Lorraine Graham           | Lekkoatletyka | sztafeta 4x400 m kobiet           |
| Srebro | Tayna Lawrence                                                          | Lekkoatletyka | bieg na 100 m kobiet              |
| Srebro | Lorraine Graham                                                         | Lekkoatletyka | bieg na 400 m kobiet              |
| Srebro | Deon Hemmings                                                           | Lekkoatletyka | bieg na 400 m przez płotki kobiet |
| Srebro | Tayna Lawrence Veronica Campbell Beverly McDonald Merlene Ottey         | Lekkoatletyka | sztafeta 4x100 m kobiet           |
| Srebro | Michael Blackwood Gregory Haughton Christopher Williams Danny McFarlane | Lekkoatletyka | sztafeta 4x400 m mężczyzn         |
| Brąz   | Gregory Haughton                                                        | Lekkoatletyka | bieg na 400 m mężczyzn            |
| Brąz   | Merlene Ottey                                                           | Lekkoatletyka | bieg na 100 m kobiet              |
| Brąz   | Beverly McDonald                                                        | Lekkoatletyka | bieg na 200 m kobiet              |